# Airfight
Airfight este un joc video timpuriu de simulator de zbor, multi-utilizator, bazat pe grafică 3D, creat pe un sistem PLATO Control Data Corporation (CDC) al Universității Illinois Urbana-Champaign (UIUC) la începutul anilor 1970.
Software-ul a fost primul simulator de zbor 3D și primul simulator de zbor multiplayer. Prima versiune a fost dezvoltată de Brand Fortner împreună cu Kevin Gorey în vara anului 1974. După lansare, a devenit cel mai popular joc de pe PLATO până când Empire a devenit mai popular. Acest software l-a inspirat probabil pe studentul UIUC Bruce Artwick⁠(d) să înființeze compania Sublogic, care a fost achiziționată și a devenit mai târziu Microsoft Flight Simulator.

## Vezi si
- Microsoft Flight Simulator (1982)
- SGI Dogfight⁠(d), un simulator de zbor multi-utilizator produs de Silicon Graphics⁠(d) (1985)